# Anna Köhler
Anna Köhler (ur. 5 sierpnia 1993 r. w Lindenfels) – niemiecka bobsleistka, pilot boba, złota medalistka mistrzostw świata, srebrna medalistka mistrzostw świata juniorów oraz brązowa medalistka mistrzostw Europy.

## Kariera
Starty na arenie międzynarodowej rozpoczęła w styczniu 2015 roku, w zawodach z cyklu Pucharu Europy. W debiucie zajęła 4. lokatę podczas konkursu w Winterbergu. W styczniu 2017 roku wystartowała na mistrzostwach świata juniorów w Winterbergu, gdzie zdobyła srebrny medal. W zawodach Pucharu Świata po raz pierwszy pojawiła się w grudniu 2017 roku, gdy zajęła 12. lokatę podczas konkursu w amerykańskim Lake Placid. Pierwsze podium w zawodach pucharowych odnotowała w styczniu 2018 roku, zajmując 3. miejsce w Altenbergu. Miesiąc wcześniej, podczas mistrzostw Europy w Igls zdobyła brązowy medal. Na koniec sezonu 2017/2018 wystartowała w igrzyskach olimpijskich w Pjongczangu, w których ostatecznie uplasowała się na 13. pozycji. W marcu 2019 roku zadebiutowała podczas mistrzostw świata w Whistler. Zdobyła na nich złoty medal w konkurencji mieszanej. Rywalizację dwójek ukończyła na 7. pozycji.
W maju 2021 r. zakończyła karierę.

## Osiągnięcia

### Igrzyska olimpijskie
| Rok  | Miejsce    | Lokata |
| ---- | ---------- | ------ |
| 2018 | Pjongczang | 13.    |

### Mistrzostwa świata
| Rok  | Miejsce  | Lokata |
| ---- | -------- | ------ |
| 2019 | Whistler | 7.     |

### Mistrzostwa Europy
| Rok  | Miejsce   | Lokata |
| ---- | --------- | ------ |
| 2018 | Igls      | 3.     |
| 2019 | Königssee | 6.     |
| 2020 | Sigulda   | 10.    |

### Mistrzostwa świata juniorów
| Rok  | Miejsce    | Lokata |
| ---- | ---------- | ------ |
| 2017 | Winterberg | 2.     |

### Puchar Świata
| Sezon     | Lokata |
| --------- | ------ |
| 2017/2018 | 7.     |
| 2018/2019 | 5.     |